# کربی ۶۴: خرده‌های کریستالی
کِربی ۶۴: خرده‌های کریستالی (به انگلیسی: Kirby 64: The Crystal Shards) یک بازی سکوبازی است که توسط استودیوی هالکن توسعه یافته و توسط نینتندو برای کنسول نینتندو ۶۴ در سال ۲۰۰۰ منتشر شده‌است. این اولین بازی با گرافیک رایانه‌ای سه‌بعدی در مجموعه کربی است. در این بازی کِربی تلاش می‌کند تا خرده‌های کریستالی که توسط Dark Matter خرد شده را جمع‌آوری کند. گیم پلی بازی از منظر دو و نیم بعدی ارائه می‌شود و شبیه عناوین قبلی کربی است؛ بازیکن مراحل را طی می‌کند و کربی با خوردن دشمنان قدرت می‌گیرد. در این بازی قدرت Power Combos اضافه شد که یک توانایی برای ترکیب قدرت‌ها برای قوی تر شدن است. در حالت چندنفره، حداکثر چهار بازیکن می‌توانند در سه بازی مینی گیم با یکدیگر رقابت کنند.
توسعه در سپتامبر ۱۹۹۷ آغاز شد. در ابتدا این بازی برای افزونه 64DD در نظر گرفته شده بود اما پس از شکست افزونه، به یک عنوان یک بازی استاندارد برای کنسول نینتندو ۶۴ ساخته شد. در ابتدا استودیو هالکن قصد داشت از دسته آنالوگ N64 برای کربی ۶۴ استفاده کند، اما حدود یک سال قبل از انتشار به حالت D-pad تغییر کرد. بازی اکثراً نقدهای مثبتی دریافت کرد و منتقدان از تصاویر بصری رنگارنگ و سبک کلاسیک بازی ستایش کردند. برای برخی از منتقدان، آسان بودن و طول کوتاه بازی باعث شد که احساس خستگی کنند. کربی ۶۴ در سال ۲۰۰۸ و ۲۰۱۵ به ترتیب برای کنسول‌های مجازی وی و وی یو مجدداً منتشر شد و در مجموعه Kirby's Dream Collection (2012) نیز قرار گرفت. کربی ۶۴ آخرین بازی سنتی برای کنسول خانگی بود تا اینکه بازی بازگشت کربی به سرزمین رؤیایی در سال ۲۰۱۱ منتشر شد.